# No One Is Too Small to Make a Difference

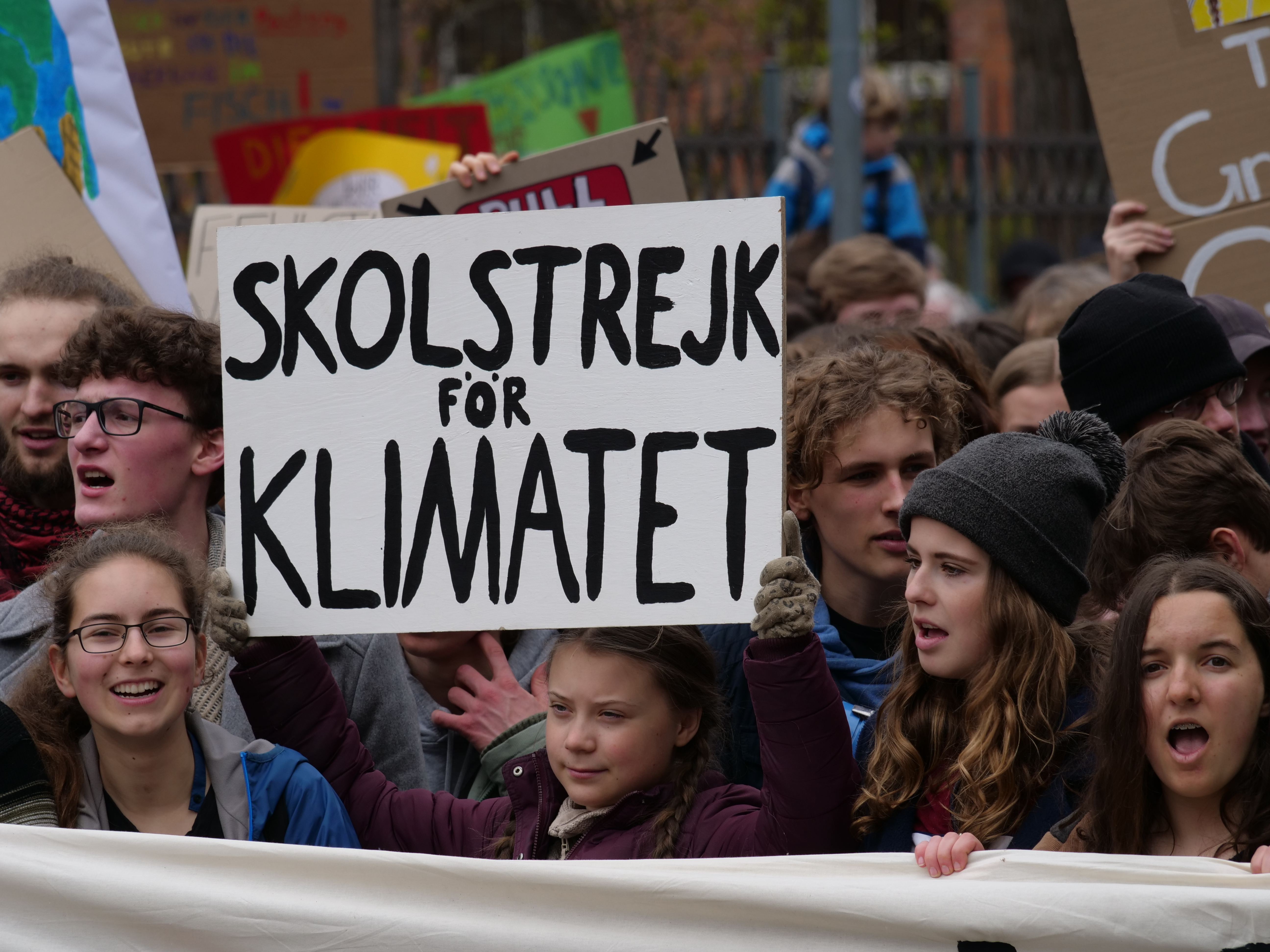
Greta Thunbergová na školní stávce za klima v Berlíně (29. března 2019)

No One Is Too Small to Make a Difference (česky Nikdo není příliš malý na to, aby něco změnil) je kniha klimatické aktivistky Grety Thunbergové z roku 2019. Jde o sbírku jedenácti projevů, které napsala a přednesla a které se věnují globálnímu oteplování a klimatické změně. Thunbergová přednesla své projevy v Organizaci spojených národů, v Evropské unii,na Světovém ekonomickém fóru a během demonstrací a protestů. Jeden z jejích nejslavnějších projevů, který se objevuje v knize, je „Our House Is on Fire“ („Náš dům je v plamenech“).

## Projevy
1. Our Lives Are in Your Hands (Naše životy jsou ve vašich rukou)
(Klimatický pochod, Stockholm, 8. září 2018)
2. Almost Everything Is Black and White (Téměř všechno je černé a bílé) 
Deklarace rebelie, Extinction Rebellion, Parlament Square, Londýn, 31. října 2018)
3. Unpopular (Nepopulární) 
(Konference OSN o změně klimatu, Katowice, Polsko, 15. prosince 2018)
4. Prove Me Wrong (Dokažte, že se mýlím)
(Světové ekonomické fórum, Davos, 22. ledna 2019)
5. Our House Is on Fire (Náš dům je v plamenech)
(Světové ekonomické fórum, Davos, 25. ledna 2019)
6. I'm Too Young to Do This ('Jsem příliš mladá na to)
(sociální síť, Stockholm, 2. února 2019)
7. You're Acting Like Spoiled, Irresponsible Children (Chováte se jako rozmazlené, nezodpovědné děti)
(Evropský hospodářský a sociální výbor, Brusel, 21. února 2019)
8. A Strange World (Podivný svět) 
(Filmové a televizní ceny Zlatá kamera, Berlín, 30. března 2019)
9. Cathedral Thinking (Katedrála myšlení)
(Evropský parlament, Štrasburk, 16. dubna 2019)
10. Together We Are Making a Difference (Společně děláme rozdíl)
(Shromáždění Extinction Rebellion, Mramorový oblouk, Londýn, 23. dubna 2019)
11. Can You Hear Me? (Slyšíš mě?)
(Sněmovna parlamentu, Londýn, 223. dubna 2019)